# 詹姆斯·高尔

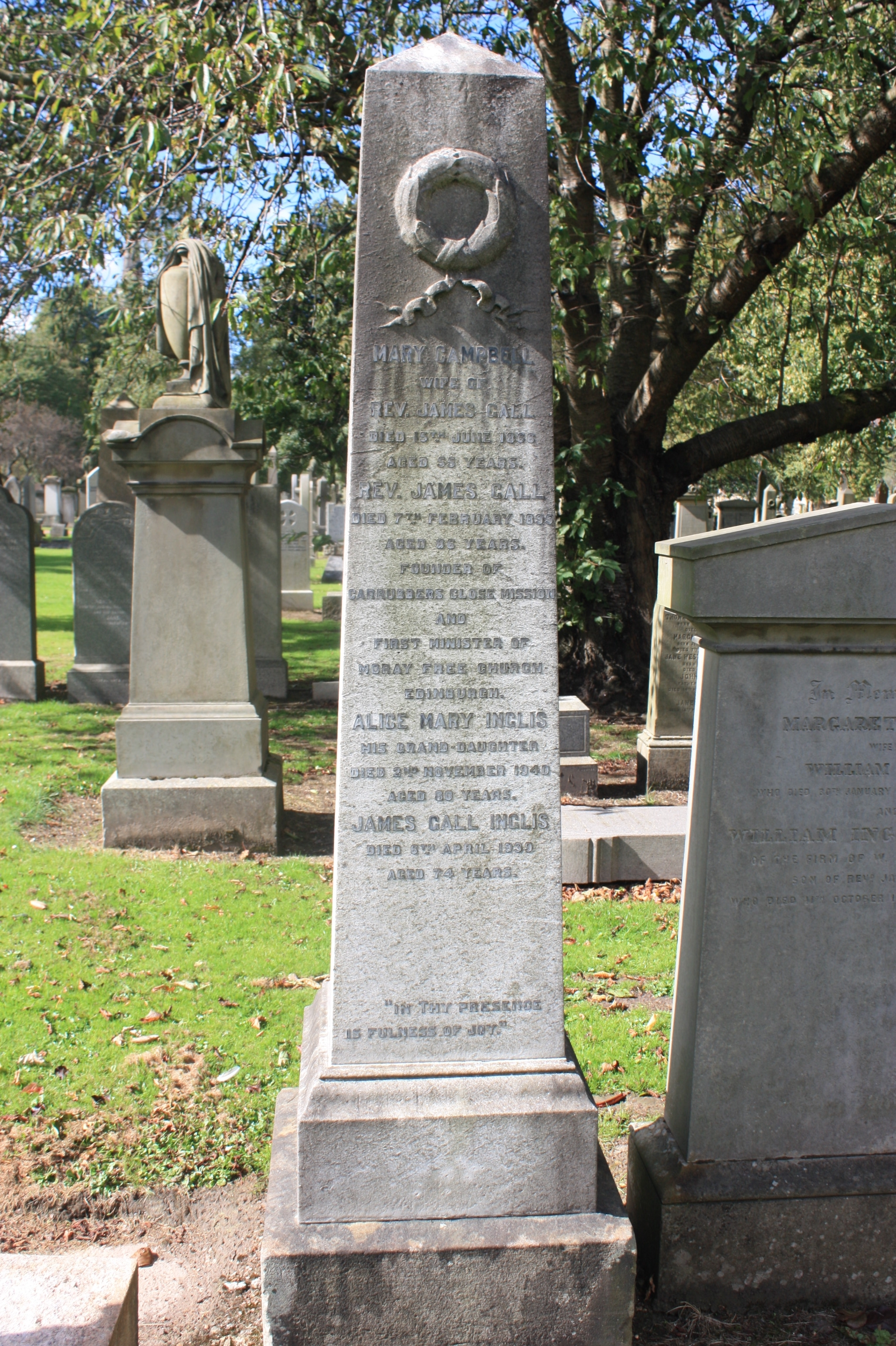
詹姆斯·高爾之墓

詹姆斯·高尔（James Gall ，1808年9月27日-1895年2月7日）是一位苏格兰牧师。 他还是一位制图师、出版商、雕塑家、天文学家和作家。他是高尔-彼得斯投影的發明人之一。 1808年10月15日，他在圣卡斯伯特教堂受洗。